# 開発隊群
開発隊群（かいはつたいぐん、英称：Maritime warfare Research and Development Command）とは、海上自衛隊の自衛艦隊に属する部隊である。司令部は船越地区（神奈川県横須賀市船越町7-73）におかれており、開発隊群司令は海将補（二）をもって充てられている。
陸上自衛隊の開発実験団、航空自衛隊の航空開発実験集団に相当する。

## 任務
2002年（平成14年）3月22日の組織改編により、研究開発専門部隊として新編された。
海上自衛隊の装備品の運用に関する研究開発、艦艇等に搭載する装備品の運用に関する実用試験、性能調査等を行っている。

## 沿革

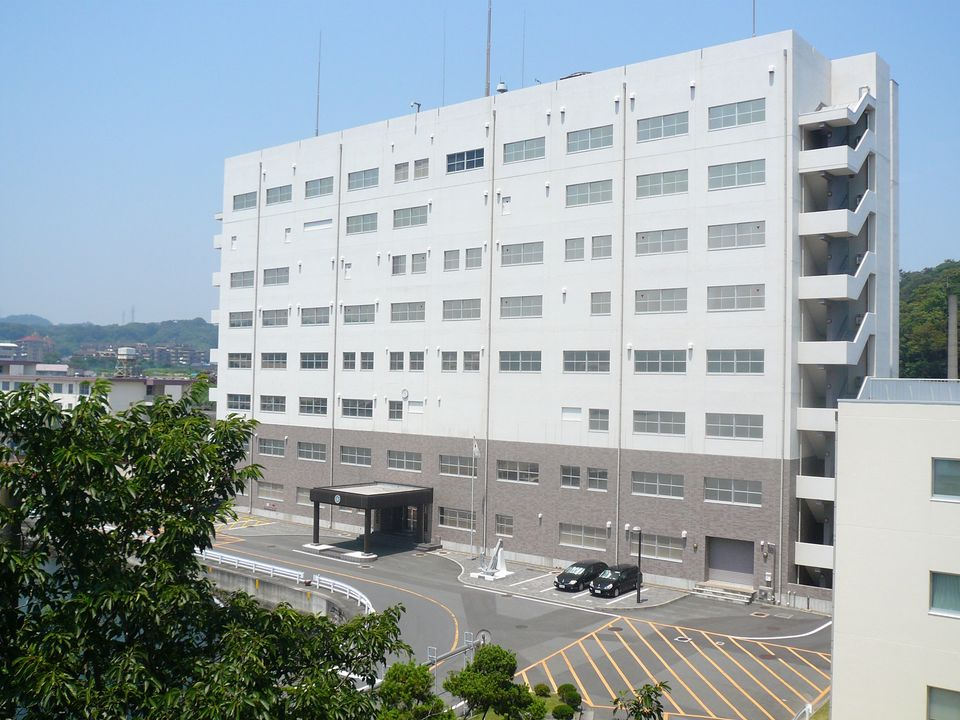
開発隊群司令部庁舎

- 1960年（昭和35年）1月16日：「実用実験隊」が新編。
- 1973年（昭和48年）10月16日：自衛艦隊隷下に「プログラム業務隊」が新編。
- 1978年（昭和53年）7月1日：自衛艦隊隷下に「開発指導隊群」が新編。
  - 実用実験隊と海上訓練指導隊群を統合、装備実験隊、運用開発隊が新編。
  - 新編時の編成（司令部、装備実験隊、運用開発隊・第1・2・3・4・11海上訓練指導隊、鹿児島試験所、護衛艦「ゆきかぜ」）
- 1980年（昭和55年）4月8日：試験艦「くりはま」が就役し、開発指導隊群隷下に編入。
- 1981年（昭和56年）10月31日：プログラム業務隊に厚木プログラム業務分遣隊を新編[3]。
- 1995年（平成07年）3月22日：試験艦「あすか」が就役し、開発指導隊群隷下に編入。
- 2002年（平成14年）3月22日：開発指導隊群が廃止。自衛艦隊隷下に「開発隊群」が新編。

1. プログラム業務隊（厚木プログラム業務分遣隊を含む。）、装備実験隊、運用開発隊が廃止。指揮通信開発隊、艦艇開発隊、航空プログラム開発隊が新編、開発隊群隷下に編入。
2. 鹿児島試験所及び試験艦「くりはま」・「あすか」を開発隊群隷下に編入。

- 2012年（平成24年）4月6日：試験艦「くりはま」が除籍。
- 2015年（平成27年）12月1日：鹿児島試験所が鹿児島音響測定所に改編され海洋業務・対潜支援群に編成替え。
- 2020年（令和02年）4月1日：試験艦「あすか」が直轄艦から艦艇開発隊隷下に編成替え[4]。
- 2023年（令和05年）4月1日：組織改編[5][6]。

1. 艦艇開発隊及び指揮通信開発隊が廃止[5][6]。
2. 海上システム開発隊及び技術評価開発隊が新編[5][6]。
3. 試験艦「あすか」が技術評価開発隊に編入[6]。
4. 開発隊群の英語呼称が「Maritime warfare Research and Development Command（MRDC）」に変更[1]

## 編成

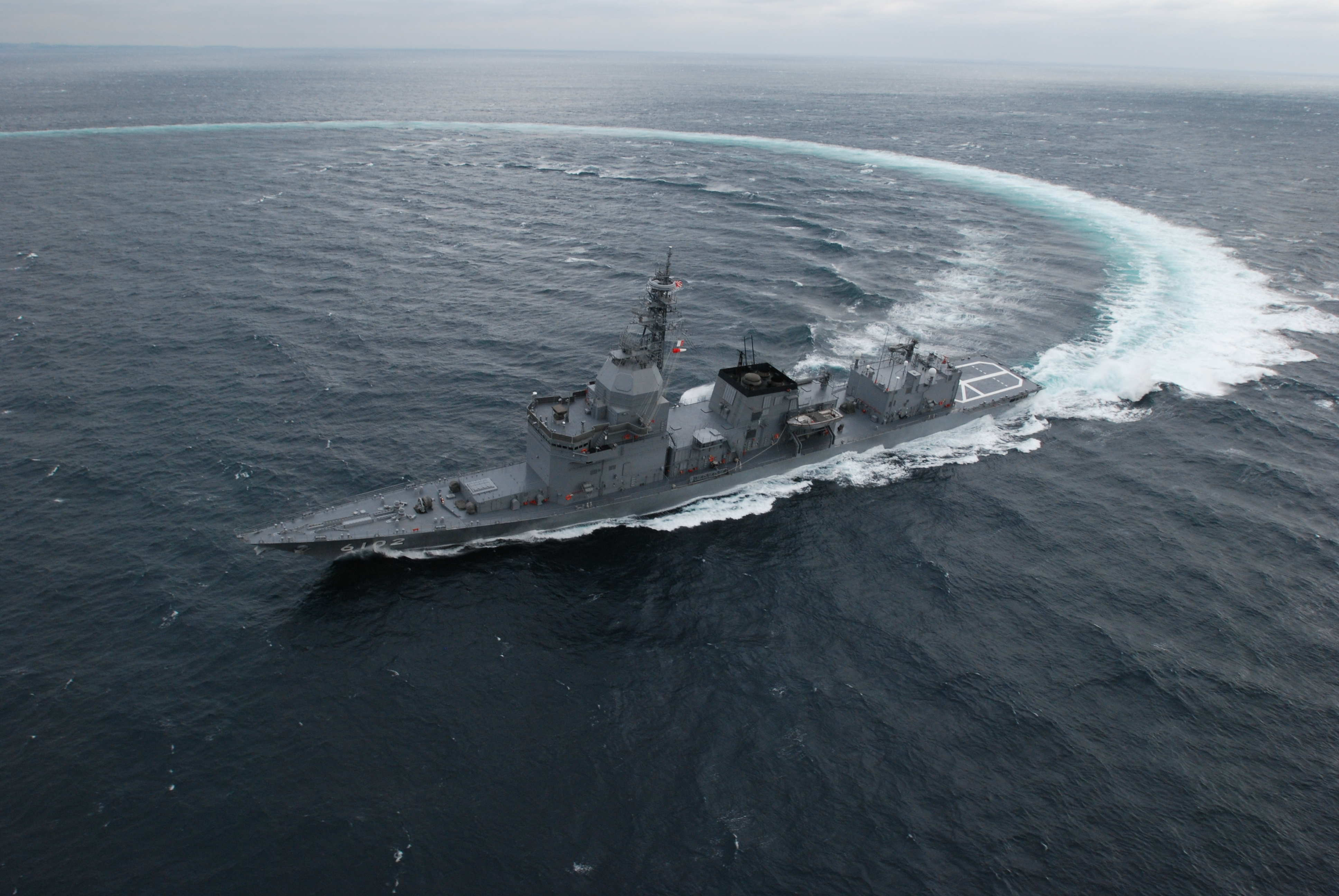
試験艦「あすか」

- 開発隊群司令部（船越地区）
  - 海上システム開発隊（船越地区）
  - 技術評価開発隊（船越地区）
    - 試験艦「あすか」

  - 航空プログラム開発隊（厚木地区）

## 主要幹部
| 官職名                   | 階級    | 氏名     | 補職発令日     | 前職                                            |
| ------------------------ | ------- | -------- | -------------- | ----------------------------------------------- |
| 開発隊群司令             | 海将補  | 木下治信 | 2024年08月02日 | 統合幕僚学校副校長                              |
| 首席幕僚                 | 1等海佐 | 高橋秀彰 | 2025年03月24日 | 自衛艦隊司令部作戦総括幕僚                      |
| 海上システム開発隊司令   | 1等海佐 | 井伊正章 | 2023年08月29日 | 海上システム開発隊副長 兼 艦艇開発部長          |
| 技術評価開発隊司令       | 1等海佐 | 菊地弘憲 | 2025年03月31日 | 海上自衛隊補給本部弾薬部長                      |
| 航空プログラム開発隊司令 | 1等海佐 | 白戸将吾 | 2023年08月01日 | 鹿屋航空基地隊司令 →2023.3.1 航空集団司令部勤務 |

| 代               | 氏名              | 在職期間               | 出身校・期                | 前職                                                                       | 後職                          |
| 開発指導隊群司令 | 開発指導隊群司令  | 開発指導隊群司令       | 開発指導隊群司令          | 開発指導隊群司令                                                           | 開発指導隊群司令              |
| ---------------- | ----------------- | ---------------------- | ------------------------- | -------------------------------------------------------------------------- | ----------------------------- |
| 01               | 成合正義          | 1978.7.1 - 1979.1.31   | 海兵73期                  | 海上訓練指導隊群司令                                                       | 海上幕僚監部付 →1979.4.2 退職 |
| 02               | 伴野丈夫          | 1979.2.1 - 1980.12.4   | 海兵74期                  | 第2護衛隊群司令 →1979.3.22 海将昇任                                        | 海上自衛隊第1術科学校長       |
| 03               | 植田一雄 （海将） | 1980.12.5 - 1981.12.24 | 海兵74期                  | 海上幕僚監部監察官                                                         | 退職                          |
| 04               | 曽根龍男          | 1981.12.25 - 1983.6.30 | 専修大・ 1期幹候          | 海上自衛隊第1術科学校副校長                                                | 退職                          |
| 05               | 能津長和          | 1983.7.1 - 1984.6.5    | 海保大1期・ 4期幹候       | 海上幕僚監部防衛部副部長 →1983.1.20 自衛艦隊司令部付                       | 護衛艦隊司令官                |
| 06               | 小畑清幸          | 1984.6.6 - 1985.12.19  | 海兵78期 広島大・ 1期幹候 | 統合幕僚会議事務局第3幕僚室長 →1984.3.16 海上幕僚監部付 →1985.8.1 海将昇任 | 退職                          |
| 07               | 小川正美          | 1985.12.20 - 1986.12.4 | 水産講習所・ 2期幹候      | 練習艦隊司令官 →1984.12.17 自衛艦隊司令部勤務                              | 退職                          |
| 08               | 白石洋介          | 1986.12.5 - 1988.3.15  | 防大1期                   | 第3護衛隊群司令                                                            | 海上幕僚監部付 →1988.7.7 退職 |
| 09               | 鈴木克男          | 1988.3.16 - 1989.6.29  | 防大2期                   | 舞鶴地方総監部幕僚長                                                       | 退職                          |
| 10               | 野崎 亮           | 1989.6.30 - 1990.7.8   | 防大2期                   | プログラム業務隊司令 →1989.8.1 海将補昇任                                  | 退職                          |
| 11               | 齋藤克彦          | 1990.7.9 - 1993.12.14  | 防大5期                   | 第1護衛隊群司令                                                            | 退職                          |
| 12               | 五味睦佳          | 1993.12.15 - 1995.3.22 | 防大8期                   | 練習艦隊司令官                                                             | 大湊地方総監                  |
| 13               | 長崎嘉徳          | 1995.3.23 - 1997.3.25  | 防大9期                   | 佐世保地方総監部幕僚長                                                     | 海上自衛隊第1術科学校長       |
| 14               | 山田道雄          | 1997.3.26 - 1999.3.30  | 防大11期                  | 練習艦隊司令官 →1996.12.16 海上幕僚監部付                                  | 海上自衛隊幹部学校長          |
| 15               | 中河道春          | 1999.3.31 - 2001.1.10  | 防大11期                  | 自衛艦隊司令部作戦主任幕僚                                                 | 退職                          |
| 16               | 関 泰雄           | 2001.1.11 - 2002.3.21  | 防大14期                  | 海上幕僚監部監察官                                                         | 開発隊群司令                  |
| 開発隊群司令     |                   |                        |                           |                                                                            |                               |
| 01               | 関 泰雄           | 2002.3.22 - 2002.12.1  | 防大14期                  | 開発指導隊群司令                                                           | 海上自衛隊第1術科学校長       |
| 02               | 篠原 俊           | 2002.12.2 - 2005.7.27  | 防大15期                  | 第1護衛隊群司令 →2002.11.8 自衛艦隊司令部付                                | 退職                          |
| 03               | 古閑 修           | 2005.7.28 - 2006.8.3   | 防大16期                  | 第3護衛隊群司令                                                            | 退職                          |
| 04               | 東郷行紀          | 2006.8.4 - 2008.3.25   | 防大18期                  | 海上幕僚監部指揮通信情報部長                                               | 退職                          |
| 05               | 山口 透           | 2008.3.26 - 2009.12.6  | 防大22期                  | 第2護衛隊群司令                                                            | 防衛大学校訓練部長            |
| 06               | 野口 均           | 2009.12.7 - 2011.11.30 | 防大21期                  | 第2護衛隊群司令                                                            | 退職                          |
| 07               | 内嶋 修           | 2011.12.1 - 2015.8.3   | 防大26期                  | 横須賀地方総監部防衛部長                                                   | 自衛艦隊司令部幕僚長          |
| 08               | 北川文之          | 2015.8.4 - 2016.6.30   | 防大26期                  | 海上自衛隊幹部学校副校長                                                   | 退職                          |
| 09               | 岡田真典          | 2016.7.1 - 2018.3.26   | 防大30期                  | 第51航空隊司令                                                             | 第22航空群司令                |
| 10               | 下淳市            | 2018.3.27 - 2020.8.24  | 防大31期                  | 海上自衛隊第2術科学校長                                                    | 統合幕僚監部運用部長          |
| 11               | 山岡鉄司          | 2020.8.25 - 2022.7.31  | 防大31期                  | 横須賀造修補給所長                                                         | 退職                          |
| 12               | 渡邉 浩           | 2022.8.1 - 2023.12.21  | 防大34期                  | 横須賀地方総監部防衛部長                                                   | 海上自衛隊幹部候補生学校長    |
| 13               | 佐藤正博          | 2023.12.22 - 2024.8.1  | 防大37期                  | 海上幕僚監部防衛部防衛課長                                                 | 自衛艦隊司令部幕僚長          |
| 14               | 木下治信          | 2024.8.2 -             | 防大37期                  | 統合幕僚学校副校長                                                         |                               |